# Conann
Pour l’article homonyme, voir Conann (film).
Conann, fils de Faebar, est un personnage mythologique, connu dans la mythologie celtique irlandaise comme chef de guerre des Fomoires. 
Il est surnommé « le Conquérant », mais on lui prête aussi les noms de Conand, Connan ou Conaing. Le nom de Conann pourrait venir du nom celtique du chien (*kū).
La légende lui donne pour forteresse une grande tour de verre (Toirinis Cetne), sise sur l’île de Toraigh. L'épisode le plus connu de sa légende est la prise de cette tour par les descendants de Nemed, révoltés contre le lourd tribut que leur imposent chaque année les Fomoires à l'occasion de la fête de Samain (1er novembre). Conann trouve la mort de la main de Fergus au Côté rouge, fils de Nemed, au cours de ce combat raconté dans le Livre des conquêtes de l'Irlande.
La révolte a été déclenchée par un tribut excessif demandé par les Fomoires. Ils réclamaient les deux tiers des enfants, du blé et du lait nés ou produits dans l'année. La présence d'enfants dans le tribut fait établir à Henri d'Arbois de Jubainville un parallèle entre le mythe irlandais de la tour de Conann et le mythe grec du minotaure.
Un second récit concernant la tour de Conann a été compilé par Nennius. Il diffère du récit précédent sur bien des points et en premier lieu sur la date de l'évènement. Pour Nennius en effet, ce sont les fils de Mile et non ceux de Nemed qui montent cette expédition. 